# 阿帕克區
阿帕克區是非洲中部國家烏干達的111個區之一，由北部區負責管轄，首府是阿帕克，距離利拉約62公里，主要的經濟產業有自給農業和捕魚業，2010年人口估計為328,800。

## 外部連結
- Apac District Website

01°59′N 32°32′E / 1.983°N 32.533°E